# Rio Sico Tinto Negro
Sico Tinto Negro () é um rio que atravessa o território de Honduras, na América Central.